# The Bombing
The Bombing (Air Strike) (en chino:大轰炸) es una película china de acción guerra y drama dirigida por Xiao Feng, sobre los bombardeos japoneses en la ciudad china de Chongqing durante la Segunda Guerra Mundial. La película está protagonizada por Bruce Willis, Song Seung-heon, Nicholas Tse y Liu Ye. La fotografía principal inició en mayo de 2015, en Shanghái, China. La película fue estrenada el 26 de octubre de 2018, aunque originalmente estaba programada para estrenarse en marzo de 2016.

## Sinopsis
Ambientada en 1943 durante la Segunda Guerra Mundial, la historia gira en torno a los bombardeos japoneses en la ciudad china de Chongqing, que comenzó en 1938.  

## Reparto
- Liu Ye[3] como Xue Gang Tou.
- Bruce Willis[3][4][5] como Jack.
- Song Seung-heon[3] como An Ming Xun / An Ming He.
- William Chan como Cheng Ting.
- Fan Wei como Tío Cui.
- Wu Gang como Zhao Chun.
- Ma Su como Ding Lian.
- Che Yongli como Yaogu.
- Feng Yuanzheng como Xue Man Guan.
- Janine Chang como Qian Xue.
- Geng Le como Jin Xiang.
- Nicholas Tse[3]

## Producción
Mel Gibson se desempeñó como director artístico de la película. La fotografía principal comenzó en mayo de 2015 en Shanghái, China.